# Petaurista
Petaurista Link, 1795 è un genere di roditori della famiglia degli Sciuridi che comprende otto specie di scoiattoli volanti originarie del Sud-est asiatico, note collettivamente come scoiattoli volanti giganti o, più semplicemente, petauristi. Il loro nome deriva dal greco petauristés, «funambolo».

## Tassonomia e distribuzione
Le varie specie di petauristi vivono nell'Asia orientale e meridionale. La loro area di distribuzione si estende dall'Himalaya, attraverso la Cina settentrionale, fino al Giappone e a Taiwan. Si trovano anche in Malaysia e nelle isole di Sri Lanka, Sumatra, Giava e Borneo. Vivono nelle fitte foreste di montagna, tra i 900 e i 2500 m di altitudine. Il genere comprende le seguenti specie:
- Petaurista alborufus (Milne-Edwards, 1870) - petaurista bianco e rosso (Taiwan e Cina meridionale e centrale);
- Petaurista elegans (Müller, 1840) - petaurista macchiato (Nepal, Sikkim, Sichuan, Yunnan, Myanmar settentrionale e occidentale, Laos, Tonchino, penisola malese, Sumatra, Giava e Borneo);
- Petaurista leucogenys (Temminck, 1827) - petaurista del Giappone (Giappone, esclusa Hokkaidō);
- Petaurista magnificus (Hodgson, 1836) - petaurista di Hodgson (Tibet, Nepal, Bhutan e Sikkim);
- Petaurista nobilis (Gray, 1842) - petaurista del Bhutan (Nepal centrale, Sikkim e Bhutan);
- Petaurista petaurista (Pallas, 1766) - petaurista rosso (Afghanistan orientale, regione estesa da Kashmir e Punjab fino all'Assam, Yunnan, Sichuan, Fujian, Myanmar, Thailandia, Indocina, Malaysia, Sumatra, Giava e Borneo);
- Petaurista philippensis (Elliot, 1839) - petaurista indiano (Sri Lanka, India fino a Mumbai e Rajasthan e Bihar meridionale, Myanmar, Thailandia e Cina meridionale, comprese Hainan e Taiwan);
- Petaurista xanthotis (Milne-Edwards, 1872) - petaurista della Cina (montagne della Cina occidentale).

## Descrizione
Le otto specie di petaurista sono di grossa taglia e si caratterizzano per la coda molto lunga, che supera la lunghezza del corpo. Le dimensioni di questi scoiattoli variano da 30,5 a 58,5 cm per il corpo e da 34,5 a 63,5 cm per la coda. Questi animali pesano da 1 a 2,5 kg. Sono forniti di un'abbondante pelliccia, molto sottile e fitta; i peli del dorso sono più lunghi che sul resto del corpo. La loro colorazione varia, secondo le specie, dal grigio-giallastro al bruno rossiccio e al marrone, fino al nero, sul dorso. Il ventre è giallastro, beige o bianco. Alcune specie sono unicolori, come il petaurista rosso (P. petaurista) e il petaurista rosso e bianco (P. alborufus), scoperto nel 1869 da padre A. David. Altri hanno il pelame di due e anche tre colori differenti, come nel caso del P. alborufus lena, di Taiwan, e del P. petaurista grandis; nel primo la testa è completamente bianca, mentre nel secondo è bianco il contorno del muso e degli occhi. Il resto del corpo è rossiccio in entrambe le sottospecie. La coda, molto grossa e cilindrica, è per lo più della stessa tinta del dorso ed è formata da lunghi peli. I petauristi hanno la testa corta e larga. I loro arti sono molto corti, ma forti e muniti di lunghe unghie. Una pelle molto estensibile, il patagio, riunisce gli arti fra loro e ai fianchi, formando una membrana villosa, quando l'animale si lancia nel vuoto a zampe distese.

## Biologia

### Alimentazione
Più di tutti gli altri scoiattoli, i petauristi sono strettamente legati alle grandi distese di foreste. Essi vivono nella parte superiore dei grandi alberi; non si vede mai un petaurista a meno di venti metri dal suolo. Questi roditori non vivono infatti nelle regioni di pianura mancanti di rilievo. Hanno bisogno di vallate e di precipizi, dove possano esercitare le loro doti di planatori. Si spostano nel fogliame alla maniera degli scoiattoli, correndo e saltando di ramo in ramo e nutrendosi di ogni sorta di prodotti vegetali: frutta, semi, noci, ramoscelli, gemme e foglie; variano i loro pasti, aggiungendovi insetti e larve.
I petauristi sono golosi e si rimpinzano a più non posso di foglioline e di fiori, com'è stato ben osservato in marzo-aprile a Taiwan, a circa 1800 m di altitudine. Per alcune settimane, durante la primavera, i petauristi diventano così grassi, da perdere la capacità di planare. Gli indigeni della Malesia dicono che a volte essi depredano i nidi degli uccelli, per divorarne le uova.

### Tecniche di volo
Questi roditori hanno acquistato una padronanza assoluta del volo planato, superandone perfino i limiti tecnici. Generalmente i petauristi vivono in prossimità delle falesie e dei precipizi. Essi, planando, sono capaci di spostarsi molto lontano. Si arrampicano sulla cima di un albero ben situato, da dove si lanciano nel vuoto, distendendo le zampe anteriori in avanti e quelle posteriori indietro. Le loro membrane alari, o patagi, fungono contemporaneamente da paracadute e da ali portanti. L'animale raggiunge una larghezza da 50 a 70 cm e somiglia così a un aquilone quadrato. La grossa coda costituisce un timone di grande efficacia. Il petaurista segue dapprima una traiettoria discendente, ad angolo molto acuto, e guadagna così velocità; raddrizza poi la traiettoria e continua orizzontalmente, mettendo quindi termine al volo con una rimonta che lo frena; riesce anche ad atterrare, in verticale, contro il tronco di un albero.
Contrariamente agli altri mammiferi planatori, i petauristi sembrano disporre di ampie conoscenze circa la tecnica del volo a vela. È stato infatti parecchie volte osservato come i petauristi sappiano utilizzare le correnti ascendenti, sollevandosi dalle vallate, per guadagnare altezza e quindi raggiungere luoghi più alti rispetto al punto di partenza. Questi acrobati del volo planato sanno anche dirigersi alla perfezione, effettuando virate, descrivendo cerchi e riuscendo perfino a posarsi sul posto dal quale sono partiti. Essi sono i campioni incontestati del volo a vela: alcuni zoologi hanno potuto osservare dei petauristi attraversare larghe vallate, per andare a posarsi a 450 m dal luogo dal quale avevano spiccato il volo. Una tale distanza è quasi incredibile, ma si tratta di testimoni degni di fede che l'hanno constatato a più riprese e in località diverse. Queste eccezionali prestazioni non sono d'altronde prerogativa di una sola specie. Tre specie di petauristi, almeno, ne sono capaci. Un petaurista indiano fu visto cambiare cinque volte direzione, nel corso di uno stesso volo.

### Riproduzione
Il modo molto particolare in cui i petauristi vivono e le loro abitudini notturne, in un habitat quasi inaccessibile, giustificano la nostra grande ignoranza circa il loro modo di vivere. La femmina ha sei mammelle e gli indigeni sostengono che nasce un solo piccolo per volta, raramente due. La tana si trova per lo più nel cavo degli alberi.
Raramente si riescono a vedere petauristi in cattività, ma ciò solo per la difficoltà che hanno i giardini zoologici nel procurarsi esemplari vivi, perché essi sopportano molto bene la cattività e notevole è la loro longevità. Lo Zoo di Londra ha potuto conservare alcuni petauristi vivi per tredici anni e mezzo. Sono animali socievoli, dal temperamento mansueto, che si addomesticano facilmente e presto imparano a riconoscere il padrone.

## Conservazione
I petauristi sono ricercati sia per la pelliccia sia per la carne saporita. In Cina la loro pelliccia è molto pregiata e, prima della seconda guerra mondiale, le pelli di petaurista erano esportate a decine di migliaia. Tali prelevamenti hanno impoverito in maniera considerevole il numero di questi animali, tanto che in parecchie zone essi si sono rarefatti in modo preoccupante. Oltre alla caccia per la pelliccia, gli indigeni fanno loro una guerra spietata per la carne. A Taiwan il consumo della carne di petaurista è generalizzato, ma gli indigeni la preferiscono verso la fine della primavera.